# Tongai ásótyúk
A tongai ásótyúk vagy polinéz ásótyúk (Megapodius pritchardii) a madarak osztályának tyúkalakúak (Galliformes) rendjébe és az ásótyúkfélék (Megapodiidae) családjába tartozó faj.

## Rendszerezése
A fajt George Robert Gray angol zoológus írta le 1864-ben. Tudományos faji neve William Thomas Pritchard brit konzulnak állít emléket.

## Előfordulása
A Csendes-óceánon fekvő Tonga-szigeteken honos. Természetes élőhelyei a szubtrópusi és trópusi síkvidéki esőerdők, valamint homokos partok és geotermikus vizes élőhelyek.

## Megjelenése
Testhossza 35 centiméter. A tollazata barna és szürke.

## Életmódja
Tápláléka rovarok, férgek és gyíkok, valamint magvak és kisebb gyümölcsök.

## Szaporodása
Monogám faj. Lyukba készíti fészkét, oda rakja le a tojó 12-16 tojását, a vulkanikus szigetek, ahol él a faj ott kotlás nélkül kelnek ki a tojások. A csibék 50-80 nap alatt kelnek ki.

## Természetvédelmi helyzete
Az elterjedési területe kicsi, egyedszáma 250-999 példány közötti, viszont növekszik. A Természetvédelmi Világszövetség Vörös listáján sebezhető fajként szerepel. A vadászata és a betelepített állatfajok fenyegetik.